# Caracul (chapeau)
Pour les articles homonymes, voir Karakul.
Un caracul (composé des mots turciques « kara » et « kul», littéralement « laine noire »), dont le nom est parfois orthographié karakul ou qaraqul, est un chapeau fait de la fourrure du mouton de même nom, cette fourrure étant parfois appelée astrakan. Le mot papakha est un hyponyme de caracul. Le chapeau est pointu et se plie à plat lorsqu’il est retiré de la tête du porteur.